# Pawino
Pawino (ros. Павино; dawniej Wocz, ros. Вочь) – wieś rejonowa w obwodzie kostromskim Rosji.
Leży 407 kilometrów na północny wschód od Kostromy. Liczy 3024 mieszkańców (2002).
We wsi znajduje się kilka zakładów przemysłowych.